# Чемпионат Абхазии по футболу
Чемпиона́т Абха́зии по футбо́лу (официальное название по регламенту с сезона 2021 — Апсны Супер Лига) — ежегодное соревнование, проводимое в Абхазии с целью выявления сильнейшей команды республики. Главная футбольная лига страны.
В сезоне 2018/2019 чемпионат проходил по схеме «осень-весна», но с 2020 года вновь вернулся к системе «весна-осень». Действующий чемпион — «Гагра».

## Формат турнира
В чемпионате Абхазии принимают участие восемь футбольных клубов из разных районов страны. Розыгрыш проходит в три круга, по системе «весна—осень».
Лига организуется Федерацией футбола Абхазии, генеральным партнёром лиги является компания А-Мобайл.
Обслуживаются матчи чемпионата местным судейским корпусом, представителями российской Коллегии футбольных арбитров.

## История

### Истоки образования
Футбол в Абхазии всегда являлся массовым видом спорта. Первая футбольная команда в Абхазии была создана в 1908 году из учащейся молодёжи города Сухум и называлась — «Veni, Vidi, Vici». Уже через три года насчитывалось несколько команд, которые проводили товарищеские встречи с командами из других городов Российской Империи. А первая же советская футбольная команда «Унион» была организована в 1921 году.

### Советский период
В следующем году были организованы ещё три команды: «Олимпия», «Чон» (Часть особого назначения) и «Унитас». Они проводили иногородние матчи с командами Батуми, Поти и эскадры Черноморского флота. Эти матчи способствовали повышению класса игры футболистов Абхазии. В 1923 году в Сухум матросы прибывшего товарного парохода Англии сыграли со сборной города Сухум После получения 4-х мячей в свои ворота английские футболисты оставили поле и ушли на пароход.
Первые официальные соревнования на первенство столицы Абхазии были проведены в 1923 году. Звание чемпиона города тогда завоевала команда «Унитас». А в 1925 году уже Сборная Абхазии провела свои первые встречи с командами из России, Украины и Азербайджана. В 1926 году впервые провели чемпионат Абхазии. В нём участвовало 11 команд.
В 1936 году впервые на весеннюю тренировку приехали, в Абхазию сильнейшие футбольные команды Советского Союза: московские «Спартак» и «Динамо», команды Ленинграда, Запорожья, Днепропетровска. С этого периода мастера советского футбола ежегодно проводили весенние тренировки в Абхазии. В результате встреч с мастерами и их братской помощи в Абхазии складывалась замечательная традиция футбола.
В конце 1945 года в Сухум приехала московская команда мастеров «Крылья Советов». Вместе с ними были юноши, завоевавшие в тот год звание чемпионов Москвы. Сухумское «Динамо» дважды выиграло у москвичей, причём все голы в их ворота забил Никита Симонян. После этих встреч тренеры «крылышек» пригласили Никиту Симонян в Москву в свою команду. Так начался путь известного футболиста и футбольного функционера.
Федерация футбола Абхазии официально была создана в 1961 году. Тогда сухумская команда «Рица», затем переименованная в «Динамо», получила право выступать в чемпионате СССР среди команд класса «Б». Сухумскому «Динамо» принадлежат самые высокие достижения в чемпионатах СССР среди команд из Абхазии.
В 1989 году, выиграв стыковые матчи во второй лиге 9-й зоны, сухумское «Динамо» вышло в первую лигу чемпионата СССР. Болельщики футбола заполняли трибуны Республиканского стадиона. В её составе играли мастера высокого класса: Роман Хагба, Георгий Чалигава, Тамаз Еник, Гоча Гогричиани,Гурам Бенидзе, Роберт Бостанджян, Саид Тарба, Родери Тарба, Тенгиз Логуа, Даур Ахвледиани, Джемал Губаз, Джума Кварацхелия и др.

#### Период 90-х
В 1990 году футболисты из числа грузин покинули команду и организовали другую команду «Цхум», которая вступала в чемпионате Грузии. А «Динамо» было усилено игроками из второго состава московского «Динамо», среди которых Сергей Овчинников который впоследствии стал вратарём сборной России, а также Александр Смирнов, Равиль Сабитов и др. Тренером команды был назначен Олег Долматов, который позже тренировал московские ЦСКА и «Локомотив».
В 1992 году чемпионат СССР не проводился в связи с распадом страны. Сухумская команда была включена в высшую лигу чемпионата СНГ, но этот чемпионат так и не состоялся. Футболисты сухумского «Динамо» стали выступать за российские команды высшей и первой лиги. Затем началась грузино-абхазская война. Многие футболисты с оружием в руках защищали Родину, есть среди них и не вернувшиеся с полей сражения. Игрок сухумского «Динамо» Даур Ахвледиани посмертно награждён званием Героя Абхазии. Его имя носит стадион в Гагре.

### Футбол времён независимой Абхазии
Сразу же после победы в войне с Грузией, в Абхазии начали проводить чемпионат и розыгрыш Кубка. В первом чемпионате независимой страны в 1994 году участвовали 15 команд.
В 2014 году в Сухуме завершилось строительство современного стадиона «Динамо», отвечающего требованиям проведения международных встреч. В настоящее[какое?] время футболом в Абхазии занимаются более 1500 человек.
ConIFA World Football Cup 2016 — второй кубок мира, проходивший под эгидой организации ConIFA, международный футбольный турнир для государств и народов, меньшинств и регионов, не входящих в ФИФА. Турнир проводился с 28 мая по 6 июня 2016 года в абхазских городах Сухум и Гагра. Сборная Абхазии стала победителем Чемпионата по футболу под эгидой ConIFA, победив в финальном матче команду из Пенджаба со счётом 7:6 по пенальти, в воскресенье, 5 июня 2016 года.
В 2023 году был проведён юбилейный, 30-й чемпионат, в котором традиционно приняли участие восемь команд, среди них две сухумские — «Нарт» и «Динамо». В этом году прошёл первый в истории чемпионат Абхазской национальной футбольной лиги, ставшей вторым эшелоном абхазского футбола. Также впервые в регламенте было закреплено проведение переходных матчей между худшей командой Суперлиги и победителем АНФЛ. В первом матче 16 ноября представитель Суперлиги «Самурзакан» (Гал) проиграл чемпиону АНФЛ «Бзане» из села Кутол, а от ответного матча отказался. Таким образом, галский клуб выбыл из высшего дивизиона, а «Бзана» вошла в состав участников чемпионата в сезоне 2024.
Федерация Футбола проводит также чемпионаты среди детских команд. В Детской футбольной лиге участвуют 13 команд. Проводятся товарищеские игры сборной Абхазии с командами из Южной Осетии, Нагорного Карабаха, а также командами из России. Последние годы в Абхазии проводится большая работа по популяризации футбола. Построены десятки мини-футбольных полей во всех районах страны.

## Чемпионы и призёры
| №  | Сезон   | Чемпион               | Вице-чемпион         | Бронзовый призёр     | Лучшие бомбардиры                          | Голы |
| -- | ------- | --------------------- | -------------------- | -------------------- | ------------------------------------------ | ---- |
| 1  | 1994    | Динамо (Сухум) (1)    | Ерцаху (Очамчыра)    | Рица (Гудаута)       |                                            |      |
| 2  | 1995    | Киараз (Пицунда) (1)  | Псырцха (Новый Афон) | Ерцаху (Очамчыра)    |                                            |      |
| 3  | 1996    | Ерцаху (Очамчыра) (1) | Киараз (Пицунда)     | Псырцха (Новый Афон) | Беслан Папаскири — Ерцаху (Очамчыра)       | 46   |
| 4  | 1997    | Киараз (Пицунда) (2)  | СКА-Динамо (Сухум)   | Бзана (Кутол)        |                                            |      |
| 5  | 1998    | Ерцаху (Очамчыра) (2) | СКА-Динамо (Сухум)   | Нарт (Сухум)         | Аляс Микая — Нарт (Сухум)                  |      |
| 6  | 1999    | Нарт (Сухум) (1)      | Динамо (Гагра)       | Ерцаху (Очамчыра)    | Армен Капекян — Нарт (Сухум)               |      |
| 7  | 1999/00 | Нарт (Сухум) (2)      | Динамо (Гагра)       | Абазг-АГУ (Сухум)    |                                            |      |
| 8  | 2000/01 | Абазг-АГУ (Сухум) (1) | Рица (Гудаута)       | Нарт (Сухум)         | Ираклий Кация — Нарт (Сухум)               |      |
| 9  | 2001/02 | Рица (Гудаута) (1)    | Нарт (Сухум)         | Ерцаху (Очамчыра)    |                                            |      |
| 10 | 2003    | Нарт (Сухум) (3)      | Рица (Гудаута)       | Динамо (Гагра)       |                                            |      |
| 11 | 2004    | Киараз (Пицунда) (3)  | Нарт (Сухум)         | Рица (Гудаута)       | Ираклий Кация — Нарт (Сухум)               |      |
| 12 | 2005    | Нарт (Сухум) (4)      | Киараз (Пицунда)     | Рица (Гудаута)       | Беслан Ашуба — Нарт (Сухум)                |      |
| 13 | 2006    | Гагра (1)             | Нарт (Сухум)         | Рица (Гудаута)       | Лев Ажиба — Рица (Гудаута)                 |      |
| 14 | 2007    | Нарт (Сухум) (5)      | Гагра                | Киараз (Пицунда)     | Беслан Ашуба — Нарт (Сухум)                |      |
| 15 | 2008    | Нарт (Сухум) (6)      | Гагра                | Леон (Очамчыра)      | Ручис Ардзинба — Нарт (Сухум)              |      |
| 16 | 2009    | Нарт (Сухум) (7)      | Гагра                | Киараз (Пицунда)     | Ручис Ардзинба — Нарт (Сухум)              |      |
| 17 | 2010    | Гагра (2)             | Нарт (Сухум)         | Динамо (Сухум)       | Геннадий Кация — Динамо (Сухум)            |      |
| 18 | 2011    | Нарт (Сухум) (8)      | Гагра                | Динамо (Сухум)       | Ручис Ардзинба — Нарт (Сухум)              |      |
| 19 | 2012    | Гагра (3)             | Нарт (Сухум)         | Рица (Гудаута)       |                                            |      |
| 20 | 2013    | Нарт (Сухум) (9)      | Афон (Новый Афон)    | Абазг (Сухум)        |                                            |      |
| 21 | 2014    | Афон (Новый Афон) (1) | Гагра                | Рица (Гудаута)       |                                            |      |
| 22 | 2015    | Афон (Новый Афон) (2) | Нарт (Сухум)         | Рица (Гудаута)       | Исмаил Ферас — Нарт (Сухум)                | 30   |
| 23 | 2016    | Нарт (Сухум) (10)     | Афон (Новый Афон)    | Гагра                | Исмаил Ферас — Нарт (Сухум)                | 20   |
| 24 | 2017    | Афон (Новый Афон) (3) | Гагра                | Нарт (Сухум)         | Исмаил Ферас — Нарт (Сухум)                | 19   |
| 25 | 2018    | Нарт (Сухум) (11)     | Гагра                | Рица (Гудаута)       | Никита Филатов — Нарт (Сухум)              | 12   |
| 26 | 2018/19 | Нарт (Сухум) (12)     | Гагра                | Афон (Новый Афон)    | Шабат Логуа и Наур Цвинария — Нарт (Сухум) | 10   |
| 27 | 2020    | Нарт (Сухум) (13)     | Рица (Гудаута)       | Динамо (Сухум)       | Алан Квициния и Темур Агрба — Нарт (Сухум) | 11   |
| 28 | 2021    | Нарт (Сухум) (14)     | Рица (Гудаута)       | Гагра                |                                            |      |
| 29 | 2022    | Рица (Гудаута) (2)    | Нарт (Сухум)         | Гагра                | Виктор Пимпия — Рица (Гудаута)             | 19   |
| 30 | 2023    | Гагра (4)             | Рица (Гудаута)       | Нарт (Сухум)         | Тимур Агрба — Нарт (Сухум)                 | 21   |

## Количество титулов
| Клуб              | Побед | Сезоны                                                                                     |
| ----------------- | ----- | ------------------------------------------------------------------------------------------ |
| Нарт (Сухум)      | 14    | 1999, 1999/2000, 2003, 2005, 2007, 2008, 2009, 2011, 2013, 2016, 2018, 2018/19, 2020, 2021 |
| Гагра             | 4     | 2006, 2010, 2012, 2023                                                                     |
| Афон (Новый Афон) | 3     | 2014, 2015, 2017                                                                           |
| Киараз (Пицунда)  | 3     | 1995, 1997, 2004                                                                           |
| Ерцаху (Очамчыра) | 2     | 1996, 1998                                                                                 |
| Рица (Гудаута)    | 2     | 2001/02, 2022                                                                              |
| Абазг (Сухум)     | 1     | 2000/01                                                                                    |
| Динамо (Сухум)    | 1     | 1994                                                                                       |

## Участники сезона 2024
| № | Команда | Город      | Стадион                 | Вместимость |
| - | ------- | ---------- | ----------------------- | ----------- |
| 1 | Гагра   | Гагра      | Имени Даура Ахвледиани  | 1500        |
| 2 | Рица    | Гудаута    | Имени Льва Ажиба        | 850         |
| 3 | Нарт    | Сухум      | Республиканский         | 2500        |
| 4 | Динамо  | Сухум      | Динамо                  | 4300        |
| 5 | Садз    | Цандрыпш   | Имени Даура Ахвледиани  | 1500        |
| 6 | Афон    | Новый Афон | Городской               | 350         |
| 7 | Ерцаху  | Очамчира   | Имени Виталия Дараселия | 2000        |
| 8 | Бзана   | Кутол      | Динамо                  | 4300        |